# كيانتون (نيويورك)
كيانتون (بالإنجليزية: Kiantone, New York)‏ هي بلدة أمريكية تقع في الولايات المتحدة في مقاطعة تشاتاقوا، نيويورك. يقدر عدد سكانها بـ 1,350 نسمة ومساحتها 48.0 كم2 وترتفع عن سطح البحر 451 متر.

## أعلام
- إلين أ. مارتن
- إلمر ألسويرث براون